# 두벌식 옛글
두벌식 옛글(한글 두벌식 옛글자)는  두벌식 글자판에 한글 옛글자(고어)를 입력할 수 있게 한 것으로, 이전 판과 달리 문헌에서 사용되지 않는 글자도 표현할 수 있으며 현대 두벌식 한글 자판과 사용상 거의 대부분 자연스럽게 호환되도록 설계되었다. NKP.COM,OCHP.COM등과 관련하여 삼보컴퓨터 , 한글과 컴퓨터 등의 회사가 초창기 기여하였다.

## 주요 옛한글
현대 두벌식 자판을 보여주는 옛한글 자판
|                                                                      |
| (예시) ᄼᅠ,ᄾᅠ,ᅎᅠ,ᅐᅠ,ᅔᅠ,ᅕᅠ,ㅿ,ㆁ,ㆆ,ᅟㆍ,ᅟᆃ 의 주요 옛한글 11개 자모들 |

## 날개셋 한글 입력기
|                                                               |
| (예시) 날개셋 한글 입력기에 내장된 옛한글 입력용 두벌식 자판. |

## 같이 보기
- 세벌식 자판